# 国内予備軍
国内予備軍（こくないよびぐん、独: Ersatzheer）は、第一次世界大戦、また第二次世界大戦中に設けられた、ドイツ帝国陸軍またドイツ国防軍陸軍の本国部隊である。戦時下のドイツ本国で、新兵の基礎訓練、指揮官の育成、師団の再編成等の役割を担った陸軍部隊である。英語では Replacement Army あるいは Training army と訳される。これにならい、日本語訳書では「補充軍」あるいは「国内軍」と訳されることがある。

## 目的
戦時下にあって国内予備軍の主なる目的は兵士を訓練し、新技術に基づく新兵器を試験し、導入することにある。また、組織としては陸軍の各種兵科の兵監部、兵士訓練部、将校教育部を擁した。この他に一般陸軍局 (Allgemeine Heeresamt) 、陸軍兵器局 (Heereswaffenamt) 、陸軍主計局 (Heeresverwaltungsamt) がその隷下にあった。1944年には陸軍人事局 (Heerespersonalamt) も国内予備軍に含められた。
陸軍師団はいずれも根拠地に連隊規模の訓練部隊を持ち、これらは国内予備軍の指揮下に基礎訓練終了後に前線に送り出された。
また、国内予備軍は、休暇中の帰郷兵、陸軍病院で加療中の傷病兵、あるいは本国にて再編成中の陸軍部隊すべてを統括した。これら兵士は前線の原隊に復帰するまで国内予備軍の隷下に属した。

## 大戦末期の国内予備軍
国内予備軍は1941年から1943年までは200万人以上の兵力を擁したが、戦争末期には多くを前線に取られ、その数は減少の一途を辿った。
1944年7月20日のヒトラー暗殺未遂事件では中心的な役割を演じた。国内予備軍の全兵士は出動準備を完了し、ヴァルキューレ作戦の発動とともにヒトラー政権の中枢機関を占拠する予定であった。
暗殺計画が未遂に終わった後、陸軍補充局長兼国内予備軍司令官 (Chef der Heeresrüstung und Befehlshaber der Ersatzheeres) フリードリヒ・フロム上級大将は暗殺計画への消極的関与を疑われ処刑された。ヒトラーは陸軍軍人を信用せず、親衛隊全国指導者ハインリヒ・ヒムラーをその後任に就けた（実務はハンス・ユットナー親衛隊大将が代行）。